# Choluteca (departament)
Choluteca – departament w południowym Hondurasie, nad zatoką Fonseca. Zajmuje powierzchnię 4211 km². W 2001 roku departament zamieszkiwało ok. 391 tys. mieszkańców. Siedzibą administracyjną jest miasto Choluteca.
Składa się z 16 gmin:

- Apacilagua
- Choluteca
- Concepción de María
- Duyure
- El Corpus
- El Triunfo
- Marcovia
- Morolica
- Namasigue
- Orocuina
- Pespire
- San Antonio de Flores
- San Isidro
- San José
- San Marcos de Colón
- Santa Ana de Yusguare